# قالا (مالت)
قالا (به لاتین: Qala) یک منطقهٔ مسکونی در مالت است. قالا ۵٫۹ کیلومتر مربع مساحت و ۱٬۹۲۹ نفر جمعیت دارد.

## خواهرخوانده
شهر لانچانو خواهرخواندهٔ قالا (مالت) هست.